# Magnitnyj
Magnitnyj (in russo Магнитный?) è un insediamento di tipo urbano della Russia europea, situato nel distretto Železnogorskij dell'oblast' di Kursk.